# Syneches velutinus
Syneches velutinus är en tvåvingeart som beskrevs av de Meijere 1906. Syneches velutinus ingår i släktet Syneches och familjen puckeldansflugor. Inga underarter finns listade i Catalogue of Life.